# Brita Hagberg

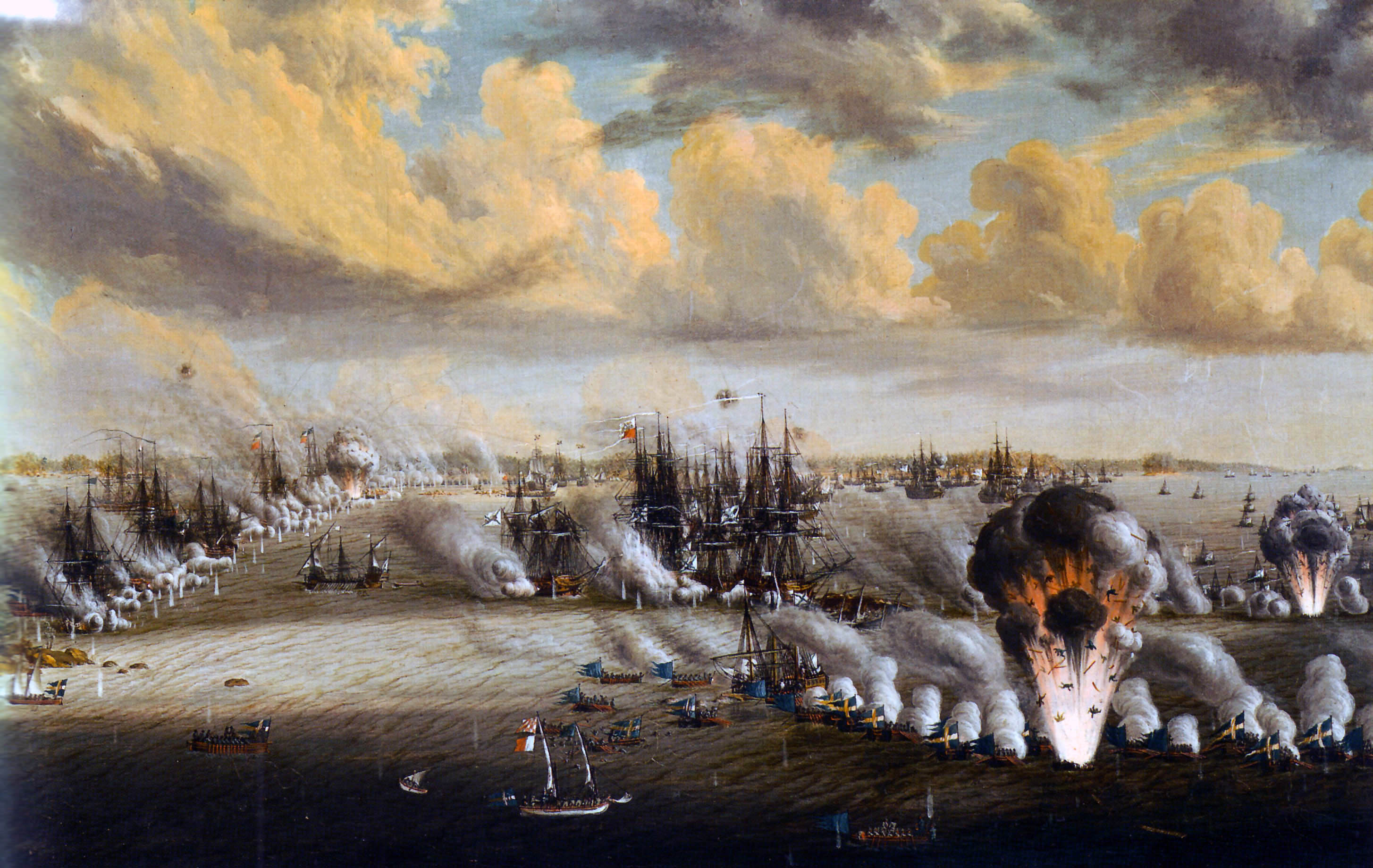
La Batalla de Svensksund

Brita Christina Hagberg, de soltera Nilsdotter, alias Petter Hagberg (1756-19 de marzo de 1825) fue una mujer que sirvió como soldado en el ejército sueco disfrazada de hombre durante la Guerra ruso-sueca (1788-1790). Es una  de las tres únicas mujeres que fueron condecoradas por su valentía en batalla en Suecia antes de que a las mujeres se les permitiera el ingreso en el ejército en el siglo XX.

## Biografía
Se cree que Hagberg debió nacer en Finnerödja. Llegó a Estocolmo en 1777, donde se  casó con Anders Peter Hagberg (1753–1816), un soldado de la guardia, en 1785. Su marido fue llamado a servir en la guerra en 1788. Ella se alistó en el ejército disfrazada de hombre bajo el falso nombre de Petter Hagberg para buscar a su marido, porque no había oído nada de él desde el inicio del conflicto.
Participó en la Batalla de Svensksund (1790) y en la Batalla de la bahía de Vyborg como soldado naval. En esta batalla, hubo "al menos una mujer en posición de luchar", y era Hagberg. Fue destinada a servir en el barco Styrbjörn. Según una historia, el Almirante Kurt von Stedingk en una ocasión llamó a "Hagberg", y dos soldados acudieron; uno era Hagberg, y el otro su marido. Los dos cuidaron de mantener el género de ella en secreto, y esto solo se conoció por sus propias palabras muchos años más tarde. Muchos soldados recibieron medallas por su valentía en batalla después de haber servido en el ejército sueco en la guerra de 1788–1790 y en la guerra finlandesa de 1808–1809 de los que varios eran mujeres disfrazadas de hombres. Hagberg era una.
No fue la única mujer distinguida en la guerra de 1788–90. Una sirvienta de Färnebo en Västmanland, Anna Maria Engsten, sirvienta del Mayor P. H. Scharff, se distinguió en una ocasión en 1790; cuando la barca en que viajaba fue evacuada, ella rechazó huir y se quedó, conduciendo sola el bote a tierra sueca en la noche bajo el fuego ruso, por lo que el rey Gustavo III le dio una recompensa y le otorgó la medalla För tapperhet i fält por su valentía. Hagberg y Engsten son las dos únicas mujeres confirmadas en haber recibido una condecoración por valentía en el mar; otra mujer, Elisa Bernerström, está confirmado que recibió una medalla por valentía batallando en tierra. Una tercera mujer, Dorothea Maria Lösch, esposa del oficial Theslöf, tomó el mando del barco Armida y lo dirigió a través de la batalla después de que los oficiales del navío hubieran caído, y por ello, le fue concedido el título de capitán de la flota sueca.
Más tarde Hagberg fue herida en batalla en Björkö Sund, y se le ordenó ir debajo de la cubierta para ser atendida. Poco dispuesta, fue forzada a obedecer la orden, y así, su verdadero género fue descubierto. Aun así, a Hagberg le fue concedida una pensión militar de tres riksdaler al año, también algo muy raro para una mujer. La concesión de pensión fue recomendada por Carl Olof Cronstedt.
Después de la guerra, Hagberg recibió el privilegio personal (inusual para una mujer casada) de comerciar con alimentos (1793), y tener un sitio reservado en la plaza de Oxtorget en Estocolmo (1802), el cual fue renovado por última vez en 1819. Su marido murió en 1816. Tuvieron al menos dos hijos (al menos, esos son los únicos confirmados en llegar a la edad adulta); un hijo nacido en 1792, y una hija nacida en 1797.

En 1864, fue mencionada en un libro de referencia sobre mujeres suecas famosas en la historia. Aquí, se explica:

"Hace unos treinta años, en la plaza  Oxtorget en Estocolmo, uno podía ver una mujer anciana vendiendo galletas de jengibre sobre una peana con una medalla de valentía en su pecho. Había estado casada con un soldado de la guardia de nombre - si esto es correcto - Hagström, y llevó una vida llena de soledad después de que su marido fuera llamado a servir en la guerra de 1788. Por tanto se alistó en el navío vistiendo ropa de hombre."

El apellido Hagström es incorrecto, y la escena, contada desde 1864, había sucedido hacía cuarenta no treinta años. En 1828, la vida de Brita Hagberg fue celebrada en el poema Fruktmånglerskan med Tapperhetsmedalj (La mujer vendedora de frutas con una medalla de valentía, en sueco) por la poetisa 'Euphrosyne', (Julia Nyberg) que cuenta la historia de la soldado, que vestida de hombre se alistó en el ejército buscando a su marido. Brita Hagberg no fue la única mujer en la antigua historia sueca en disfrazarse de hombre para servir como soldado, pero es posiblemente la única que recibió una pensión militar por su servicio en un tiempo en que las mujeres tenían prohibida la entrada en el ejército. Murió en Estocolmo, y le fue dado un entierro militar, también algo único en su época.